# فهرست آثار عزت‌الله انتظامی
عزّت‌الله انتظامی (زادهٔ ۳۰ خرداد ۱۳۰۳، سنگلج، تهران – درگذشته ۲۶ مرداد ۱۳۹۷، تهران) بازیگر و کارگردان تئاتر، سینما و تلویزیون، مشهور به «آقای بازیگر» سینمای ایران بود. او نخستین بازیگر ایرانی بود که از یک جشنواره بین‌المللی جایزه گرفت. انتظامی در سال ۱۳۸۲ به عنوان یکی از چهره‌های ماندگار ایران انتخاب شد.
او فعالیت هنری خود را با نمایش‌های تئاتر آغاز کرد. انتظامی در سال ۱۳۲۰ اولین نمایش حرفه‌ای خود را به نام اولتیماتوم در تئاتر پاریس خیابان لاله‌زار اجرا کرد و تا سال ۱۳۲۶ در ده‌ها نمایش تئاتر حضور داشت. اولین حضور انتظامی در سینما به سال ۱۳۲۸ و نقش آفرینی در فیلم واریته بهاری ساخته پرویز خطیبی بازمی‌گردد. فیلم «گاو» در سال ۱۳۴۸ به کارگردانی داریوش مهرجویی و بازی عزت‌الله انتظامی ساخته شد. او در این فیلم که از روی کتاب دسته عزاداران بیل ساخته شده بود، با جمشید مشایخی و علی نصیریان همبازی بود.
او یک بازیگر صاحب سبک و بی‌بدیل در سینمای ایران بود که با اغلب کارگردان‌های برجسته سینمای ایران مثل داریوش مهرجویی، علی حاتمی، ناصر تقوایی، مسعود کیمیایی و محسن مخملباف کار کرد. انتظامی، بازیگر پرکاری بود و در کارنامهٔ سینمایی اش نام بیش از پنجاه فیلم دیده می‌شود. از میان فیلم‌هایی که بازی کرده بود، از بازیگری در فیلم‌های گاو داریوش مهرجویی، حاجی واشینگتن علی حاتمی و ناصرالدین شاه آکتور سینمای محسن مخملباف، به عنوان سخت‌ترین تجربه‌های بازیگری اش یاد می‌کرد. در فیلم رئالیستی و سیاه «دایره مینا»، در نقش سامری، یک دلال خون سودجو و فاسد ظاهر شد که با فروش خون آلودهٔ معتادها کاسبی می‌کرد؛ فیلمی که به خاطر رئالیسم انتقادی گزنده اش و هجو نظام پزشکی در ایران و برملا کردن فساد و تباهی اجتماعی در زمان شاه، توقیف شد و بعد از انقلاب به نمایش درآمد. در کمدی «اجاره نشین‌ها» نیز در نقش عباس آقا سوپرگوشت، مردی حریص و طماع، شخصیت متفاوتی ارائه کرد.

## سینمایی

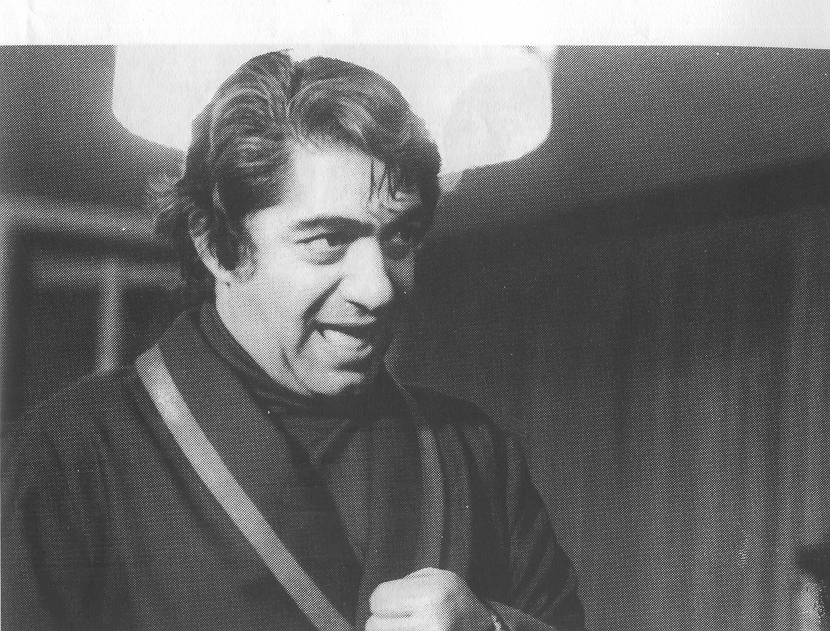
عزت‌الله انتظامی در نقش سامری خون‌فروش در دایره مینا

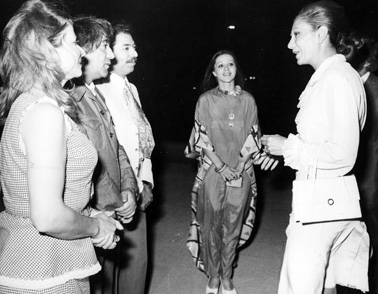
فرح پهلوی درحال گفتگو با فرزانه تأییدی، علی نصیریان، عزت‌الله انتظامی و مهین شهابی در جریان جشن هنر شیراز.

| سال  | نام                       | سمت                 | کارگردان                 | توضیحات                                                                                     |
| ---- | ------------------------- | ------------------- | ------------------------ | ------------------------------------------------------------------------------------------- |
| ۱۳۸۹ | راه آبی ابریشم            | بازیگر              | محمد بزرگ نیا            | -                                                                                           |
| ۱۳۸۸ | چهل سالگی                 | بازیگر              | علیرضا رئیسیان           | -                                                                                           |
| ۱۳۸۷ | زادبوم                    | بازیگر              | ابوالحسن داوودی          | -                                                                                           |
| ۱۳۸۶ | آتش سبز                   | بازیگر              | محمدرضا اصلانی           | -                                                                                           |
| ۱۳۸۶ | شب                        | بازیگر              | رسول صدرعاملی            | -                                                                                           |
| ۱۳۸۵ | مینای شهر خاموش           | بازیگر              | امیرشهاب رضویان          | -                                                                                           |
| ۱۳۸۴ | ستاره می شود              | بازیگر              | فریدون جیرانی            | -                                                                                           |
| ۱۳۸۳ | حکم                       | بازیگر              | مسعود کیمیایی            | -                                                                                           |
| ۱۳۸۲ | جایی برای زندگی           | بازیگر              | محمد بزرگ نیا            | -                                                                                           |
| ۱۳۸۱ | دیوانه ای از قفس پرید     | بازیگر              | احمدرضا معتمدی           | -                                                                                           |
| ۱۳۸۱ | گاو خونی                  | بازیگر              | بهروز افخمی              | -                                                                                           |
| ۱۳۸۰ | خانه ای روی آب            | بازیگر              | بهمن فرمان آرا           | -                                                                                           |
| ۱۳۸۰ | سایه روشن                 | بازیگر              | حسن هدایت                | -                                                                                           |
| ۱۳۷۸ | میکس                      | بازیگر              | داریوش مهرجویی           | -                                                                                           |
| ۱۳۷۸ | طهران روزگار نو           | بازیگر              | علی حاتمی                | واروژ کریم مسیحی ۳ سال پس از درگذشت علی حاتمی، فیلم را بصورت یک فیلم ۹۰ دقیقه ای تدوین کرد. |
| ۱۳۷۷ | کمیته مجازات              | بازیگر              | علی حاتمی                | -                                                                                           |
| ۱۳۷۶ | باد و شقایق               | بازیگر              | ضیاءالدین دری            | -                                                                                           |
| ۱۳۷۶ | جهان پهلوان تختی          | بازیگر              | بهروز افخمی              | نسخه اول                                                                                    |
| ۱۳۷۵ | طوفان                     | بازیگر              | محمد بزرگ نیا            | -                                                                                           |
| ۱۳۷۳ | روسری آبی                 | بازیگر              | رخشان بنی اعتماد         | -                                                                                           |
| ۱۳۷۳ | روز واقعه                 | بازیگر              | شهرام اسدی               | -                                                                                           |
| ۱۳۷۲ | جنگ نفت‌کش‌ها               | بازیگر              | محمّد بزرگ‌نیا             | -                                                                                           |
| ۱۳۷۲ | روز فرشته                 | بازیگر/پرداخت نهایی | بهروز افخمی              | -                                                                                           |
| ۱۳۷۲ | بازیچه                    | بازیگر              | تورج منصوری              | -                                                                                           |
| ۱۳۷۰ | ناصرالدین شاه آکتور سینما | بازیگر              | محسن مخملباف             | -                                                                                           |
| ۱۳۷۰ | خانه خلوت                 | بازیگر              | مهدی صباغ زاده           | -                                                                                           |
| ۱۳۷۰ | بانو                      | بازیگر              | داریوش مهرجویی           | -                                                                                           |
| ۱۳۶۹ | سایه خیال                 | بازیگر              | حسین دلیر                | -                                                                                           |
| ۱۳۶۸ | هامون                     | بازیگر              | داریوش مهرجویی           | -                                                                                           |
| ۱۳۶۷ | گراند سینما               | بازیگر              | حسن هدایت                | -                                                                                           |
| ۱۳۶۷ | کشتی آنجلیکا              | بازیگر              | محمد بزرگ نیا            | -                                                                                           |
| ۱۳۶۷ | در مسیر تندباد            | بازیگر              | مسعود جعفری جوزانی       | -                                                                                           |
| ۱۳۶۶ | جعفرخان از فرنگ برگشته    | بازیگر              | علی حاتمی، محمد متوسلانی | -                                                                                           |
| ۱۳۶۶ | شیرک                      | بازیگر/تهیه کننده   | داریوش مهرجویی           | -                                                                                           |
| ۱۳۶۵ | شیر سنگی                  | بازیگر              | مسعود جعفری جوزانی       | -                                                                                           |
| ۱۳۶۵ | اجاره نشین ها             | بازیگر              | داریوش مهرجویی           | -                                                                                           |
| ۱۳۶۴ | چمدان                     | بازیگر              | جلال مقدم                | -                                                                                           |
| ۱۳۶۲ | کمال الملک                | بازیگر              | علی حاتمی                | -                                                                                           |
| ۱۳۶۲ | خانه عنکبوت               | بازیگر              | علیرضا داودنژاد          | -                                                                                           |
| ۱۳۶۱ | حاجی واشینگتن             | بازیگر              | علی حاتمی                | -                                                                                           |
| ۱۳۵۹ | مدرسه ای که می رفتیم      | بازیگر              | داریوش مهرجویی           | -                                                                                           |
| ۱۳۵۷ | غبارنشین ها               | بازیگر              | داود روستایی             | -                                                                                           |
| ۱۳۵۷ | این گروه محکومین          | بازیگر              | هادی صابر                | -                                                                                           |
| ۱۳۵۶ | صمد در راه اژدها          | بازیگر              | پرویز صیاد               | -                                                                                           |
| ۱۳۵۵ | ملکوت                     | بازیگر              | خسرو هریتاش              | -                                                                                           |
| ۱۳۵۵ | شیر خفته                  | بازیگر              | اسماعیل کوشان            | -                                                                                           |
| ۱۳۵۳ | دایره مینا                | بازیگر              | داریوش مهرجویی           | -                                                                                           |
| ۱۳۵۲ | قیامت عشق                 | بازیگر              | هوشنگ حسامی              | -                                                                                           |
| ۱۳۵۲ | ستارخان                   | بازیگر              | علی حاتمی                | -                                                                                           |
| ۱۳۵۱ | صادق کرده                 | بازیگر              | ناصر تقوایی              | -                                                                                           |
| ۱۳۵۱ | پستچی                     | بازیگر              | داریوش مهرجویی           | -                                                                                           |
| ۱۳۵۱ | بی تا                     | بازیگر              | هژیر داریوش              | -                                                                                           |
| ۱۳۴۹ | آقای هالو                 | بازیگر              | داریوش مهرجویی           | -                                                                                           |
| ۱۳۴۸ | گاو                       | بازیگر              | داریوش مهرجویی           | برگرفته از داستان دسته عزاداران بیل                                                         |
| ۱۳۳۶ | مردی که رنج می برد        | دوبلور              | محمدعلی جعفری            | -                                                                                           |
| ۱۳۲۸ | واریته بهاری              | بازیگر              | پرویز خطیبی              | -                                                                                           |

## تلویزیونی
عزت‌الله انتظامی در مصاحبه‌ای با ماهنامه فیلم در شهریور ۱۳۶۷، اظهار داشت که در چهارصد نمایش تلویزیونی به عنوان بازیگر و کارگردان حضور داشته‌است.
بخشی از این سریال‌ها و نمایش‌های تلویزیونی (تله‌تئاترها) به شرح زیر است:
| سال       | نام                               | سمت                   | کارگردان          | توضیحات |
| --------- | --------------------------------- | --------------------- | ----------------- | --- |
| ۱۳۷۸–۱۳۷۷ | محاکمه                            | بازیگر                | حسن هدایت         | شبکه ۱ |
| ۱۳۷۴      | زندگی                             | بازیگر                | محمدرضا اعلامی    | شبکه ۱ |
| ۱۳۶۶–۱۳۵۸ | هزاردستان                         | بازیگر                | علی حاتمی         | شبکه ۱ |
| ۱۳۵۷      | تله‌فیلم «مسافرت»                  | بازیگر و کارگردان     | عزت‌الله انتظامی   | «جواد خدادادی» هم در آن بازی کرده بود. |
| ۱۳۵۴–۱۳۵۶ | الموت                             | بازیگر                | داریوش مهرجویی    | ساخت این سریال ۴ قسمتی، نیمه تمام ماند. |
| ۱۳۴۶      | تله‌تئاتر «از خود گریخته»          | بازیگر                | خلیل موحد دیلمانی | نویسنده: «محسن یلفانی» |
| ۱۳۴۶      | تله‌تئاتر «تولد»                   | بازیگر/ کارگردان هنری | عزت‌الله انتظامی   | نویسنده: «مهین تجدد» در آبان ماه ۱۳۴۶ پخش شد. |
| ۱۳۴۶      | تله‌تئاتر «راشل»                   | بازیگر/ کارگردان هنری | عزت‌الله انتظامی   | در شهریور ۱۳۴۶ پخش شد. |
| ۱۳۴۵      | تله‌تئاتر «پیک نیک»                | کارگردان هنری         | عزت‌الله انتظامی   | در اسفند ۱۳۴۵ پخش شد. «فرزانه تأییدی» و «اسماعیل محرابی» در آن بازی کرده بودند.                                                                            |
| ۱۳۴۵      | تله‌تئاتر «مجسمه جاندار»           | بازیگر/ کارگردان هنری | عزت‌الله انتظامی   | در دی ماه ۱۳۴۵ پخش شد. |
| ۱۳۴۵      | تله‌تئاتر «مرد کوته فکر»           | بازیگر/ کارگردان هنری | عزت‌الله انتظامی   | در مهرماه ۱۳۴۵ پخش شد. |
| ۱۳۴۵      | تله‌تئاتر «انفجار»                 | بازیگر/ کارگردان هنری | عزت‌الله انتظامی   | نویسنده: «منوچهر نیستانی» در خرداد ۱۳۴۵ پخش شد. |
| ۱۳۴۴      | تله‌تئاتر «کبوتر جَلد و معاملات»    | بازیگر/ کارگردان هنری | عزت‌الله انتظامی   | در دی و اسفند ۱۳۴۴ پخش شد. |
| ۱۳۴۴      | تله‌تئاتر «جعفرخان از فرنگ برگشته» | بازیگر                | علی نصیریان       | نویسنده: «حسن مقدم» در آذرماه ۱۳۴۴ پخش شد. |
| ۱۳۴۴      | تله‌تئاتر «دلیجان»                 | بازیگر/ کارگردان هنری | عزت‌الله انتظامی   | نویسنده: «گی دو موپاسان» در آبانماه ۱۳۴۴ پخش شد. |
| ۱۳۴۴      | تله‌تئاتر «آرامگاه ماهان»          | بازیگر/ کارگردان هنری | عزت‌الله انتظامی   | در مردادماه ۱۳۴۴ پخش شد. |
| ۱۳۴۴      | تله‌تئاتر «ترازوی پایه بلند»       | بازیگر/ کارگردان هنری | عزت‌الله انتظامی   | در تیرماه ۱۳۴۴ پخش شد. |
| ۱۳۴۴      | تله تئاتر «غرور دزد گاوصندوق»     | بازیگر/ کارگردان هنری | عزت‌الله انتظامی   | در خرداد ماه ۱۳۴۴ پخش شد. |
| ۱۳۴۴      | تله‌تئاتر «گاو»                    | بازیگر                | جعفر والی         | نسخه سینمایی آن در سال ۱۳۴۸، بر اساس داستان چهارم دسته «عزاداران بیل» اثر «غلامحسین ساعدی»، توسط «داریوش مهرجویی» ساخته شد.                                |
| ۱۳۴۳      | تله‌تئاتر «روشنایی‌های خانه ما»     | بازیگر/ کارگردان هنری | عزت‌الله انتظامی   | نویسنده: «غلامحسین ساعدی» در اسفندماه ۱۳۴۳ پخش شد و در آن «عزت‌الله انتظامی» ، «فخری خوروش»، «علی نصیریان» و «فرزانه تأییدی» بازی کرده بودند.               |
| ۱۳۴۳      | تله‌تئاتر «دیدار»                  | بازیگر/ کارگردان هنری | عزت‌الله انتظامی   | نویسنده: «مهین تجدد» در دی ماه ۱۳۴۳ پخش شد. |
| ۱۳۴۳      | تله‌تئاتر «عروس»                   | بازیگر                | جعفر والی         | نویسنده: «فریده فرجام» |
| ۱۳۴۳      | تله‌تئاتر «گوهر شب چراغ»           | بازیگر                | علی نصیریان       | - |
| ۱۳۴۳      | تله تئاتر «دیوانه ای روی بام»     | بازیگر کارگردان هنری  | عزت‌الله انتظامی   | در شهریور ۱۳۴۳ پخش شد. |
| ۱۳۴۳      | تله‌تئاتر «یک کلاغ، چهل کلاغ»      | بازیگر                | امیر نوروزی       | «خسرو شجاع‌زاده»، «ظفیره داداشیان»، «مهین شهابی» ، «فرزانه تأییدی»، «جمیله شیخی»، «محمود رئوفی» و «علی نصیریان»، هم در این نمایش تلویزیونی بازی کرده بودند. |
| ۱۳۴۳      | تله‌تئاتر «آدمهای شب»              | بازیگر/ کارگردان هنری | عزت‌الله انتظامی   | نویسنده: «عباس پهلوان» در مردادماه ۱۳۴۳ پخش شد. |
| ۱۳۴۳      | تله‌تئاتر «چراغ گاز»               | بازیگر کارگردان هنری  | عزت‌الله انتظامی   | نویسنده: «پل واندربرگ» در خردادماه ۱۳۴۳ پخش شد. |
| ۱۳۴۳      | تله‌تئاتر «شنل»                    | بازیگر/ کارگردان هنری | عزت‌الله انتظامی   | نویسنده: «نیکلای گوگول» در اردیبهشت ۱۳۴۳ پخش شد. |
| ۱۳۴۲      | تله‌تئاتر «عروسک‌های گوشتی»         | بازیگر                | علی نصیریان       | نویسنده: «پرویز صیاد» در اسفند ۱۳۴۲ پخش شد و «علی نصیریان» هم در آن بازی کرده بود.                                                                         |
| ۱۳۴۲      | تله‌تئاتر «ابرام آقا»              | بازیگر                | علی نصیریان       | نویسنده: «پرویز صیاد» در اسفند ۱۳۴۲ پخش شد و «علی نصیریان» هم در آن بازی کرده بود.                                                                         |
| ۱۳۴۲      | تله‌تئاتر «کنار جاده»              | کارگردان هنری         | عزت‌الله انتظامی   | نویسنده: «مهین تجدد» متن این نمایشنامه توسط «علی نصیریان» بازنویسی شده و در اسفندماه ۱۳۴۲ پخش شد.                                                          |
| ۱۳۴۲      | تله‌تئاتر «تا نیمه شب»             | بازیگر/ کارگردان هنری | عزت‌الله انتظامی   | نویسنده: «کلود سانتلی» در بهمن ماه ۱۳۴۲ پخش شد. |
| ۱۳۴۲      | تله‌تئاتر «شادروان مادر خانم»      | بازیگر/ کارگردان هنری | عزت‌الله انتظامی   | نویسنده: «ژرژ فیدو» در آذرماه ۱۳۴۲ پخش شد. |
| ۱۳۴۲      | تله‌تئاتر «ازدواج با مکاتبه»       | بازیگر/ کارگردان هنری | عزت‌الله انتظامی   | نویسنده: «شارل ماهیو» در آبان ماه ۱۳۴۲ پخش شد. |
| ۱۳۴۲      | تله‌تئاتر «داستان یک شب»           | بازیگر/ کارگردان هنری | عزت‌الله انتظامی   | نویسنده: «شان اوکیسی» در مهرماه ۱۳۴۲ پخش شد. |
| ۱۳۴۲      | تله‌تئاتر «حماسه بازگشت و انتظار»  | بازیگر/ کارگردان هنری | عزت‌الله انتظامی   | در مردادماه ۱۳۴۲ پخش شد. |
| ۱۳۴۲      | تله‌تئاتر «روز شوم»                | بازیگر/ کارگردان هنری | عزت‌الله انتظامی   | نویسنده: «آلکساندر آستروفسکی» در تیرماه ۱۳۴۲ پخش شد. |
| ۱۳۴۲      | تله‌تئاتر «غریبه»                  | بازیگر/ کارگردان هنری | عزت‌الله انتظامی   | نویسنده: «دیوید آزبرن» در اردیبهشت ۱۳۴۲ پخش شد. |
| ۱۳۴۲      | تله‌تئاتر «دست بزن»                | بازیگر/ کارگردان هنری | عزت‌الله انتظامی   | نویسنده: «اوژن لابیش» در اردیبهشت ۱۳۴۲ پخش شد. |
| ۱۳۴۱      | تله‌تئاتر «آتشکده»                 | بازیگر                | علی نصیریان       | «فرزانه تأییدی»، «جمشید مشایخی»، «مهین شهابی» و «فیروز بهجت‌محمدی» هم در این نمایش تلویزیونی بازی کرده بودند.                                               |
| ۱۳۴۱      | تله‌تئاتر «تنهایی»                 | کارگردان هنری         | عزت‌الله انتظامی   | نویسنده «پل واندربرگ» «فرزانه تأییدی» در آن بازی کرده بود.                                                                                                 |
| ۱۳۴۱      | تله‌تئاتر «دو خجول»                | بازیگر/ کارگردان هنری | عزت‌الله انتظامی   | نویسنده: «اوژن لابیش» در بهمن ماه ۱۳۴۱ پخش شد. |
| ۱۳۴۱      | تله‌تئاتر «شوم»                    | بازیگر/ کارگردان هنری | عزت‌الله انتظامی   | نویسنده: «رابرت کافلین» در دی ماه ۱۳۴۱ پخش شد. |
| ۱۳۴۱      | تله‌تئاتر «خشت اول»                | بازیگر/ کارگردان هنری | عزت‌الله انتظامی   | نویسنده: «آلخاندرو کاسونا» در آذرماه ۱۳۴۱ پخش شد. |
| ۱۳۴۱      | تله‌تئاتر «آگهی ازدواج»            | بازیگر/ کارگردان هنری | عزت‌الله انتظامی   | نویسنده: «پیتر توکا» در آبان ماه ۱۳۴۱ پخش شد. |
| ۱۳۴۱      | تله‌تئاتر «چشمهای قشنگ خانم والری» | بازیگر/ کارگردان هنری | عزت‌الله انتظامی   | نویسنده: «موریل باکس» در شهریورماه ۱۳۴۱ پخش شد. |
| ۱۳۴۱      | تله‌تئاتر «عشق شوم»                | بازیگر/ کارگردان هنری | عزت‌الله انتظامی   | نویسنده: «پل استرک» در مرداد ۱۳۴۱ پخش شد. |
| ۱۳۴۱      | تله‌تئاتر «گردنبند مروارید»        | بازیگر/ کارگردان هنری | عزت‌الله انتظامی   | نویسنده: «یون اسلوویچی» در خرداد ۱۳۴۱ پخش شد. |
| ۱۳۴۱      | تله‌تئاتر «کلبه»                   | بازیگر/ کارگردان هنری | عزت‌الله انتظامی   | نویسنده: «الویس بیچ» در اردیبهشت ۱۳۴۱ پخش شد. |
| ۱۳۴۱      | تله‌تئاتر «بازگشتی نیست»           | بازیگر/ کارگردان هنری | عزت‌الله انتظامی   | نویسنده: «اریک ارول» در فروردین ماه ۱۳۴۱ پخش شد. |
| ۱۳۴۰      | تله‌تئاتر «بعداز همه آن سالها»     | بازیگر/ کارگردان هنری | عزت‌الله انتظامی   | نویسنده: «جو کری» در مهرماه ۱۳۴۰ پخش شد. |
| ۱۳۴۰      | تله‌تئاتر «مکتب بیوه‌ها»            | کارگردان هنری         | عزت‌الله انتظامی   | نویسنده: «ژان کوکتو» در دی ماه ۱۳۴۰ پخش شد و «فخری خوروش»، «حسن زندی» «جمیله شیخی» و «نصرت پرتوی» در آن بازی کرده بودند.                                   |
| ۱۳۴۰      | تله‌تئاتر «بیم و امید»             | بازیگر/ کارگردان هنری | عزت‌الله انتظامی   | در آذرماه ۱۳۴۰ پخش شد. |
| ۱۳۴۰      | تله‌تئاتر «ترس از جریمه»           | بازیگر/ کارگردان هنری | عزت‌الله انتظامی   | نویسنده: «پرویز خطیبی» در آبان ماه ۱۳۴۰ پخش شد. |
| ۱۳۴۰      | تله‌تئاتر «شیدوش و ناهید»          | بازیگر                | علی نصیریان       | نویسنده: «ابوالحسن فروغی» در شهریور ۱۳۴۰ پخش شد و «محمدعلی کشاورز» و «علی نصیریان» در آن بازی کرده بودند.                                                  |
| ۱۳۴۰      | تله‌تئاتر «رستاخیز»                | بازیگر                | علی نصیریان       | نویسنده: «پرویز صیاد» در مرداد ۱۳۴۰ پخش شد و «علی نصیریان» هم در آن بازی کرده بود.                                                                         |
| ۱۳۴۰      | تله‌تئاتر «مادمازل می می»          | بازیگر کارگردان هنری  | عزت‌الله انتظامی   | درمرداد ماه ۱۳۴۰ پخش شد و «اسماعیل داورفر»، «علی آزاد» ، «جمشید لایق»، «نصرت پرتوی»، «پوران رجبی پور» و «حسن زندی» هم در آن بازی کرده بودند.               |
| ۱۳۴۰      | تله‌تئاتر «شکارگاه»                | بازیگر                | جعفر والی         | نویسندگان: «آلفرد سوار» و «لئوپولد مارشال» |
| ۱۳۴۰      | تله‌تئاتر «جراح پلاستیک»           | بازیگر                | حمید سمندریان     | نویسنده: «پیر فراری» «اسماعیل داورفر»، «عزت‌الله انتظامی»، «جمشید لایق» ، «فرزانه تأییدی» و «پرویز کاردان» در آن بازی کرده بودند.                           |
| ۱۳۴۰      | تله‌تئاتر «اعتراف می‌کنم»           | بازیگر/ کارگردان هنری | عزت‌الله انتظامی   | نویسنده: «پیر بوالو» در خرداد ۱۳۴۰ پخش شد. |
| ۱۳۴۰      | تله‌تئاتر «طلسم»                   | بازیگر                | علی نصیریان       | نویسنده: «پرویز صیاد» در اردیبهشت ۱۳۴۰ پخش شد و علی نصیریان هم در آن بازی کرده بود.                                                                        |
| ۱۳۴۰      | تله‌تئاتر «عروسی جناب میرزا»       | بازیگر                | علی نصیریان       | نویسنده: «محمدطاهر قاجار» در فروردین ۱۳۴۰ پخش شد و علی نصیریان هم در آن بازی کرده بود.                                                                     |
| ۱۳۳۹      | تله‌تئاتر «الماس»                  | بازیگر/ کارگردان هنری | عزت‌الله انتظامی   | نویسنده: «آلن مانک هاوس» در بهمن ماه ۱۳۳۹ پخش شد. |
| ۱۳۳۹      | تله‌تئاتر «قایق سرنوشت»            | بازیگر/ کارگردان هنری | عزت‌الله انتظامی   | در آذرماه ۱۳۳۹ پخش شد. |
| ۱۳۳۹      | تله‌تئاتر «صبح آفتابی»             | بازیگر کارگردان هنری  | عزت‌الله انتظامی   | نویسندگان: «سرافین خواکین» و «آلوارز کنترو» در مهرماه ۱۳۳۹ پخش شد و «عزت پریان»، «ژاله صبا» و «علی آزاد» هم در آن بازی کرده بودند.                         |
| ۱۳۳۹      | تله‌تئاتر «خانه اجاره‌ای»           | بازیگر کارگردان هنری  | عزت‌الله انتظامی   | در شهریور ۱۳۳۹ پخش شد و در آن «علی نصیریان» ، «محمدعلی کشاورز»، «جعفر والی»، «عزت پریان» و «علی آزاد» هم بازی کرده بودند.                                  |
| ۱۳۳۹      | تله‌تئاتر «خودکشی»                 | بازیگر                | علی نصیریان       | نویسنده: «روبر دلاور» در تیرماه ۱۳۳۹ پخش شد و در آن «محمدعلی کشاورز» و «جمیله شیخی» هم بازی کرده بودند.                                                    |
| ۱۳۳۹      | تله‌تئاتر «پزشک دهکده کوکونیان»    | بازیگر                | علی نصیریان       | نویسنده: «ماکس روکت» |
| ۱۳۳۹      | تله‌تئاتر «ویلای یوکا»             | بازیگر                | عباس جوانمرد      | نویسنده: «ایزابل شرایبر» |
| ۱۳۳۹      | تله‌تئاتر «طناب»                   | بازیگر                | جعفر والی         | نویسنده: «یوجین اونیل» |
| ۱۳۳۹      | تله‌تئاتر «اسب سیرک»               | بازیگر                | جعفر والی         | - |
| ۱۳۳۹      | تله‌تئاتر «پنجه»                   | بازیگر                | جعفر والی         | - |
| ۱۳۳۹      | تله‌تئاتر «ده و سه دقیقه»          | بازیگر                | جعفر والی         | - |

## فیلم کوتاه
| سال  | نام         | سمت    | کارگردان  | توضیحات |
| ---- | ----------- | ------ | --------- | ------- |
| ۱۳۳۲ | دزد و قصیده | بازیگر | ویل لپاخی | -       |

## مستند
| سال  | نام          | سمت    | کارگردان         | توضیحات             |
| ---- | ------------ | ------ | ---------------- | ------------------- |
| ۱۳۸۹ | و آسمان آبی  | بازیگر | غزاله سلطانی     | درباره انتظامی      |
| ۱۳۸۷ | عشق پرداز    | بازیگر | محمدهادی کاویانی | -                   |
| ۱۳۸۵ | استاد مشایخی | بازیگر | الهام قره خانی   | درباره استاد مشایخی |

## رادیو
| سال  | نام        | سمت    | کارگردان  | توضیحات      |
| ---- | ---------- | ------ | --------- | ------------ |
| ۱۳۵۷ | حمال بازار | بازیگر | سعید فردی | اجرا رادیویی |

## حضور
| سال  | نام             | سمت    | کارگردان      | توضیحات |
| ---- | --------------- | ------ | ------------- | ------- |
| ۱۳۹۳ | شبی با ستاره ها | بازیگر | حمیدرضا طالبی | -       |

## تئاتر
| سال  | نام                             | سمت              | کارگردان                     | توضیحات        |
| ---- | ------------------------------- | ---------------- | ---------------------------- | -------------- |
| ۱۳۸۷ | این فصل را بامن بخوان           | بازیگر           | حسین پارسایی                 | -              |
| ۱۳۵۷ | پنجره                           | بازیگر           | علی نصیریان                  | -              |
| ۱۳۵۶ | زن اجتماعی                      | بازیگر           | هادی اسلامی                  | -              |
| ۱۳۵۶ | دعوت                            | بازیگر           | هادی اسلامی                  | -              |
| ۱۳۵۴ | بنگاه تئاترال                   | بازیگر/کارگردان  | عزت‌الله انتظامی، علی نصیریان | -              |
| ۱۳۵۱ | بازرس گوگول                     | بازیگر،کارگردان  | عزت‌الله انتظامی              | زنده و رادیویی |
| ۱۳۵۱ | پیتر و گرگ                      | بازیگر،کارگردان  | عزت‌الله انتظامی              | اپرایی         |
| ۱۳۵۰ | مردی که مرده بود و خود نمیدانست | بازیگر           | عنایت‌الله بخشی               | زنده و رادیویی |
| ۱۳۵۰ | سیاوش بر باد                    | بازیگر/کارگردان  | عزت‌الله انتظامی، علی نصیریان | زنده و رادیویی |
| ۱۳۵۰ | خوب نیست، بدشان می آید          | بازیگر           | حمید خیرخواه                 | -              |
| ۱۳۴۹ | دو سر پل                        | بازیگر           | اسماعیل شنگله                | زنده و رادیویی |
| ۱۳۴۹ | افول                            | بازیگر           | علی نصیریان                  | -              |
| ۱۳۴۸ | لونه شغال                       | بازیگر           | علی نصیریان                  | -              |
| ۱۳۴۷ | استعمال دخانیات ممنوع           | بازیگر           | علی نصیریان                  | زنده و رادیویی |
| ۱۳۴۶ | آی با کلاه آی بی کلاه           | بازیگر/کارگردان  | عزت‌الله انتظامی،جعفر والی    | -              |
| ۱۳۴۶ | شاه عباس و مرد پاره دوز         | بازیگر/کارگردان  | عزت‌الله انتظامی              | -              |
| ۱۳۴۵ | خانه بی بزرگ تر                 | بازیگر/کارگردان  | عزت‌الله انتظامی، جعفر والی   | زنده و رادیویی |
| ۱۳۴۵ | بلبل سرگشته                     | بازیگر           | علی نصیریان                  | زنده و رادیویی |
| ۱۳۴۵ | جعفرخان از فرنگ برگشته          | بازیگر/ کارگردان | عزت‌الله انتظامی              | -              |
| ۱۳۴۴ | چوب به دست های ورزیل            | بازیگر           | جعفر والی                    | -              |
| ۱۳۴۴ | بهترین بابای دنیا               | بازیگر/کارگردان  | عزت‌الله انتظامی              | -              |
| ۱۳۴۴ | امیر ارسلان                     | بازیگر/کارگردان  | عزت‌الله انتظامی، علی نصیریان | زنده و رادیویی |
| ۱۳۴۲ | مترسکها در شب                   | بازیگر           | بهرام بیضایی                 | -              |
| ۱۳۳۸ | خانه عروسک                      | کارگردان         | عزت‌الله انتظامی              | -              |
| ۱۳۳۷ | هیاهوی بسیار برای هیچ           | کارگردان         | عزت‌الله انتظامی              | -              |
| ۱۳۳۶ | توپاز                           | بازیگر           | عبدالحسین نوشین              | -              |
| ۱۳۲۸ | از طبع خارج                     | بازیگر           | حسین خیرخواه                 | -              |
| ۱۳۲۷ | ولپن                            | بازیگر           | عبدالحسین نوشین              | -              |
| ۱۳۲۷ | دختر شکلات فروش                 | بازیگر           | مهدی خیرخواه                 | -              |
| ۱۳۲۷ | شنل قرمز                        | بازیگر           | ماری لرتا                    | -              |
| ۱۳۲۶ | تارتوف                          | بازیگر           | حسین خیرخواه                 | -              |
| ۱۳۲۶ | مستنطق                          | بازیگر           | عبدالحسین نوشین              | زنده و رادیویی |
| ۱۳۲۶ | کمال الدین                      | بازیگر/کارگردان  | عزت‌الله انتظامی              | -              |
| ۱۳۲۵ | آرشین مالالان                   | بازیگر           | صمد صباحی                    | -              |
| ۱۳۲۴ | ناموس                           | بازیگر           | صمد صباحی                    | -              |
| ۱۳۲۳ | واریته بهاری                    | بازیگر           | صمد صباحی                    | -              |
| ۱۳۲۲ | محصلین کلک باز                  | بازیگر           | صمد صباحی                    | -              |
| ۱۳۲۰ | اولتیماتوم                      | بازیگر           | اصغر تفکری                   | -              |
| ۱۳۲۰ | بهشت برین                       | بازیگر           | پرویز خطیبی                  | -              |